# Gamasiphis hamatellus
Gamasiphis hamatellus är en spindeldjursart som beskrevs av Wolfgang Karg 1998. Gamasiphis hamatellus ingår i släktet Gamasiphis och familjen Ologamasidae. Inga underarter finns listade i Catalogue of Life.